# Maronius paradoxus
Maronius paradoxus is een keversoort uit de familie soldaatjes (Cantharidae). De wetenschappelijke naam van de soort werd in 1882 gepubliceerd door Dohrn.